# WAFUU.COM
WAFUU.COM(ワフーどっとこむ?)は、株式会社クレスティア（本社：東京都渋谷区、代表取締役社長：深田秀正）が運営する越境ECサイトである。
厳選された日本のお菓子、化粧品、サプリメント、食品、電化製品、アニメ、ゲーム、ガジェット等を取り扱い、世界70か国への配送と21言語対応のサービスを提供している。
多言語対応に注力し、多様な海外顧客をターゲットとすることで差別化を図っている。市場ごとに商品、物流、価格を最適化し、戦略的な物流とコスト管理
によってユーザーの利便性を高めている。また、決済方法の拡充にも力を入れており、累計38種類の決済手段に対応している。

## 歴史
2021年1月より越境ECサービスを開始。  
2022年10月より日本発越境サイトWAFUU.COMの運営が開始される。